# Fitofotodermatite
La fitofotodermatite è una reazione infiammatoria fototossica cutanea derivante dal contatto con un agente botanico che sensibilizza alla luce (come il succo di lime) seguito dall'esposizione alla luce ultravioletta A (UV-A) (del sole, ad esempio). I sintomi includono eritema, edema, vesciche e iperpigmentazione ritardata. Il calore e l'umidità tendono ad esacerbare la reazione.
Una reazione può essere provocata in qualsiasi persona che sia stata esposta a quantità adeguate sia di un fotosensibilizzante che di luce UV-A. La fitofotodermatite non è una risposta immunologica; non è richiesta alcuna esposizione preventiva all'agente fotosensibilizzante.
Le sostanze fotosensibilizzanti presenti nelle piante fototossiche appartengono a una classe di composti chimici chiamati furanocumarine, che vengono attivate dalla luce ultravioletta a lunga lunghezza d'onda (UV-A). I più tossici tra questi composti organici sono le furanocumarine lineari, così chiamate perché presentano una struttura chimica lineare. Il bergaptene e la xantotossina (nota anche come metoxsalene), due furanocumarine lineari derivate dallo psoralene, si trovano regolarmente nelle piante associate alla fitofotodermatite.

## Sintomi

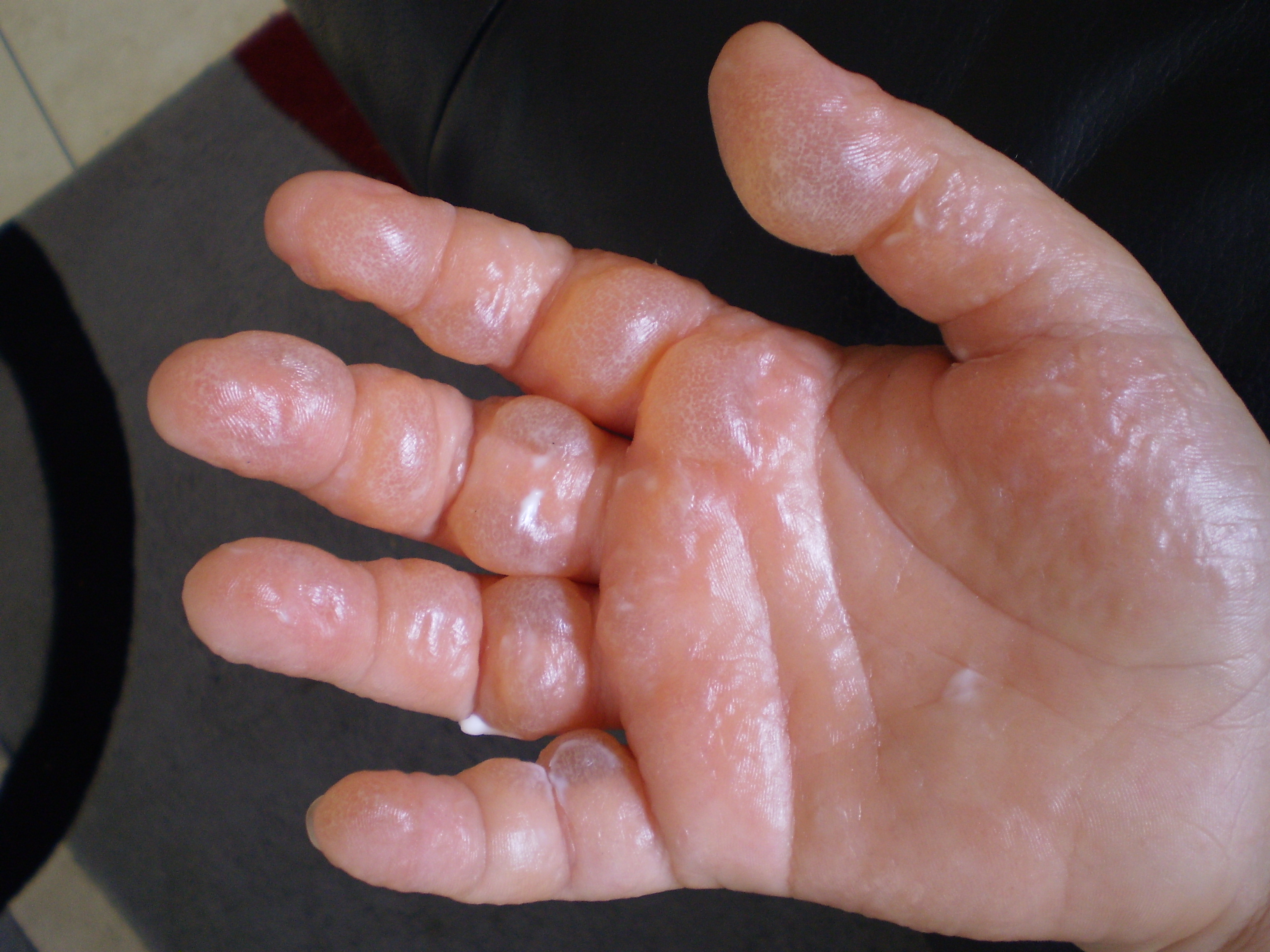
Un grave caso di fitofotodermatite in un ragazzo di 11 anni.

La reazione inizia generalmente entro 24 ore dall'esposizione e raggiunge l'apice a 48-72 ore dopo l’esposizione. Inizialmente, la pelle diventa rossa e inizia a prudere e bruciare. Grandi vesciche (o bolle) si formano entro 48 ore. Le vesciche possono lasciare cicatrici nere, marroni o violacee che possono durare diversi anni. Questa iperpigmentazione della pelle è causata dalla produzione di melanina innescata dalle furanocumarine.
La fitofotodermatite può colpire persone di qualsiasi età. Nei bambini, a volte è stata scambiata per abuso minorile.

## Specie fototossiche
Le piante associate alla fitofotodermatite provengono principalmente da quattro famiglie vegetali: la famiglia delle carote (Apiaceae), la famiglia degli agrumi (Rutaceae), la famiglia del gelso (Moraceae) e la famiglia delle leguminose (Fabaceae).

### Apiaceae
La famiglia delle carote, le Apiaceae (o Ombrellifere), è la principale famiglia di piante associate alla fitofotodermatite. Di tutte le specie vegetali che sono state segnalate come in grado di indurre fitofotodermatite, circa la metà appartiene alla famiglia delle Apiacee.
La visnaga maggiore (Ammi majus) è la principale fonte mondiale della xantotossina (furanocumarina lineare) ed è stata utilizzata fin dall'antichità per trattare la vitiligine ma l'uso accidentale o inappropriato di questa pianta può portare a fitofotodermatite. Nonostante questo pericolo, A. majus continua ad essere coltivato per le sue furanocumarine, che sono ancora utilizzate per il trattamento delle malattie della pelle.
Numerose specie della famiglia delle Apiaceae vengono coltivate come prodotti alimentari, alcune delle quali presentano effetti fototossici. In particolare, è stato segnalato che sedano, pastinaca e prezzemolo causano fitofotodermatite tra i lavoratori agricoli, i lavoratori del settore alimentare e altri addetti alla manipolazione degli alimenti.
Un certo numero di specie di piante fototossiche della famiglia delle carote sono diventate specie invasive, tra cui la pastinaca selvatica (Pastinaca sativa) e gli alti panaci del genere Heracleum, vale a dire, il panace persiano (Heracleum persicum), il panace di Sosnowsky (Heracleum sosnowskyi) e il panace gigante (Heracleum mantegazzianum). In particolare, i rischi per la salute pubblica derivanti dal panace gigante sono ben noti.
Altre specie vegetali della famiglia delle Apiaceae associate alla fitofotodermatite includono il Notobubon galbanum, l'anterisco (Anthriscus sylvestris), la carota selvatica (Daucus carota), varie specie del genere Angelica (ad esempio, l'angelica coreana Angelica gigas) e la maggior parte (se non tutte) le specie del genere Heracleum (Heracleum sphondylium e Heracleum maximus).

### Rutaceae
La famiglia degli agrumi (Rutaceae) è la seconda famiglia di piante più diffusa associata alla fitofotodermatite.

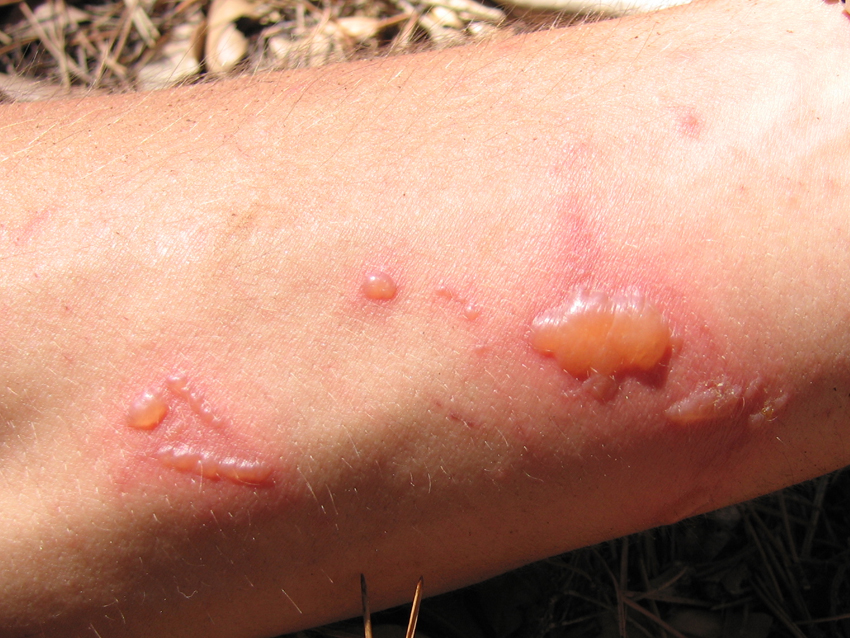
Effetto della ruta comune sulla pelle

Numerosi agrumi della famiglia delle Rutacee mostrano effetti fototossici. Di questi, forse il più conosciuto è il lime. La fitofotodermatite associata al lime viene talvolta chiamata colloquialmente "malattia del lime", da non confondere con la malattia di Lyme.
Nella famiglia delle Rutaceae, le reazioni più gravi sono causate dall'olio essenziale di bergamotto (Citrus bergamia). L'olio essenziale di bergamotto ha una maggiore concentrazione di bergaptene (3000–3600 mg/kg) rispetto a qualsiasi altro olio essenziale a base di agrumi, compreso l'olio di lime, che ne contiene 1700–3300 mg/kg.
Altre specie vegetali della famiglia delle Rutacee associate alla fitofotodermatite includono il dittamo (Dictamnus albus), la ruta comune (Ruta graveolens) e altre piante del genere Ruta.

### Moraceae
La famiglia delle Moraceae è spesso associata alla fitofotodermatite. È noto che più specie del genere Ficus mostrano effetti fototossici. Di questi, il fico comune (Ficus carica) è ben noto e ampiamente documentato.
Come l'Ammi majus della famiglia delle Apiaceae, il fico comune è stato utilizzato fin dall'antichità per curare la vitiligine ma la linfa lattiginosa delle foglie di fico può causare fitofotodermatite se usata accidentalmente o in modo inappropriato.
Altre specie vegetali della famiglia delle Moraceae associate alla fitofotodermatite includono Ficus pumila e Brosimum gaudichaudii.

## Prevenzione
La prima e migliore linea di difesa contro la fitofotodermatite è innanzitutto quella di evitare il contatto con sostanze fototossiche:
- Evitare il contatto con piante della famiglia delle Apiaceae, agrumi e altri agenti biologici noti per avere effetti fototossici. Non incenerire piante e agenti fototossici poiché ciò servirebbe a spargere ulteriormente le sostanze fototossiche.[40]
- In situazioni all'aperto in cui è probabile il contatto con piante fototossiche, indossare pantaloni lunghi e una maglietta a maniche lunghe. Indossare guanti e occhiali protettivi prima di maneggiare tali piante.
- Se non sono disponibili indumenti protettivi, applicare una protezione solare sulle aree esposte. Ciò fornirà una certa misura di protezione in caso di contatto.
- Dopo un'attività all'aperto, fare una doccia o un bagno il prima possibile. Lavare i vestiti e poi lavarsi le mani dopo aver maneggiato i vestiti sporchi.

Una seconda linea di difesa è evitare la luce solare, per non attivare le sostanze fototossiche:
- Se si entra in contatto con una sostanza fototossica, lavare immediatamente la zona interessata con acqua fredda e sapone ed evitare qualsiasi ulteriore esposizione alla luce solare per almeno 48 ore. Il calore e l'umidità possono peggiorare la reazione cutanea,[18] motivo per cui è necessario usare acqua fredda.
- Rimanere al chiuso, se possibile, assicurandosi che la luce non penetri attraverso le finestre.
- Se non è possibile restare in casa, coprire l'area interessata con tessuti anti-UV.
- Al posto degli indumenti protettivi, applicare una protezione solare[41] sulle aree interessate dopo il lavaggio.

La fitofotodermatite è innescata dalla luce ultravioletta a lunga lunghezza d'onda (UV-A) nell'intervallo 320-380 nanometri, quindi i migliori indumenti protettivi e protezioni solari sono quelli che più bloccano queste lunghezze d'onda.

## Trattamento
Molti diversi farmaci topici e orali possono essere utilizzati per trattare la reazione infiammatoria della fitofotodermatite. Un dermatologo può anche prescrivere una crema sbiancante per aiutare a trattare l'iperpigmentazione e riportare la pigmentazione della pelle alla normalità. Se il paziente non riceve trattamento, i siti interessati possono sviluppare iperpigmentazione o ipopigmentazione permanente.